# Tampa
Tampa je třetí největší město amerického státu Florida (po městech Jacksonville a Miami). Město má přibližně 385 tisíc obyvatel, celá metropolitní oblast přes 3,1 milionu obyvatel. Stejně jako u ostatních měst na Floridě, je i ekonomika Tampy založena na službách a turismu. Tampa je známá díky hokejovému týmu Tampa Bay Lightning, týmu amerického fotbalu (NFL) Tampa Bay Buccaneers, nebo zábavním parkům Busch Gardens a The Water Park. Leteckou dopravu poskytuje letiště Tampa a nachází se zde také MacDillova letecká základna.

## Demografie
Podle sčítání lidu z roku 2010 zde žilo 335 709 obyvatel. Město mělo v roce 2019 podle odhadu 399 700 obyvatel, sčítání obyvatel z roku 2020 zaznamenalo 384 959 obyvatel a podle odhadu z roku 2023 počet obyvatel překročil 400 tisíc.

### Rasové složení
- 62,9 % Bílí Američané
- 26,2 % Afroameričané
- 0,4 % Američtí indiáni
- 3,4 % Asijští Američané
- 0,1 % Pacifičtí ostrované
- 3,8 % Jiná rasa
- 3,2 % Dvě nebo více ras

Obyvatelé hispánského nebo latinskoamerického původu, bez ohledu na rasu, tvořili 23,1 % populace.

## Sport
- NFL: Tampa Bay Buccaneers
- MLB: Tampa Bay Rays (sídlí v St. Petersburg)
- NHL: Tampa Bay Lightning

## Slavní rodáci
- Cannonball Adderley (1928–1975), americký jazzový saxofonista
- Sarah Paulsonová (* 1974), americká televizní a divadelní herečka
- Dan Bilzerian (* 1980), pokerový hráč, herec, influencer
- Brittany Snow (* 1986), americká herečka a modelka
- Leslie Carterová (1986–2012), americká zpěvačka a herečka
- Aaron Carter (1987–2022), americký rapper, zpěvák, producent a tanečník

## Partnerská města
- Córdoba, Argentina
- Porto Alegre, Brazílie
- Lan-čou, Čína
- Barranquilla, Kolumbie
- Le Havre, Francie
- Jižní Dublin, Irsko
- Ašdod, Izrael
- Agrigento, Itálie
- Veracruz, Mexiko
- Boca del Río, Mexiko
- Granada, Nikaragua
- Heráklion, Řecko
- Oviedo, Španělsko
- İzmir, Turecko